# András Horn
András Jenő Horn-Kertész (* 11. Februar 1934 in Budapest; † 7. Mai 2021) war ein ungarisch-schweizerischer Literaturwissenschaftler.

## Leben

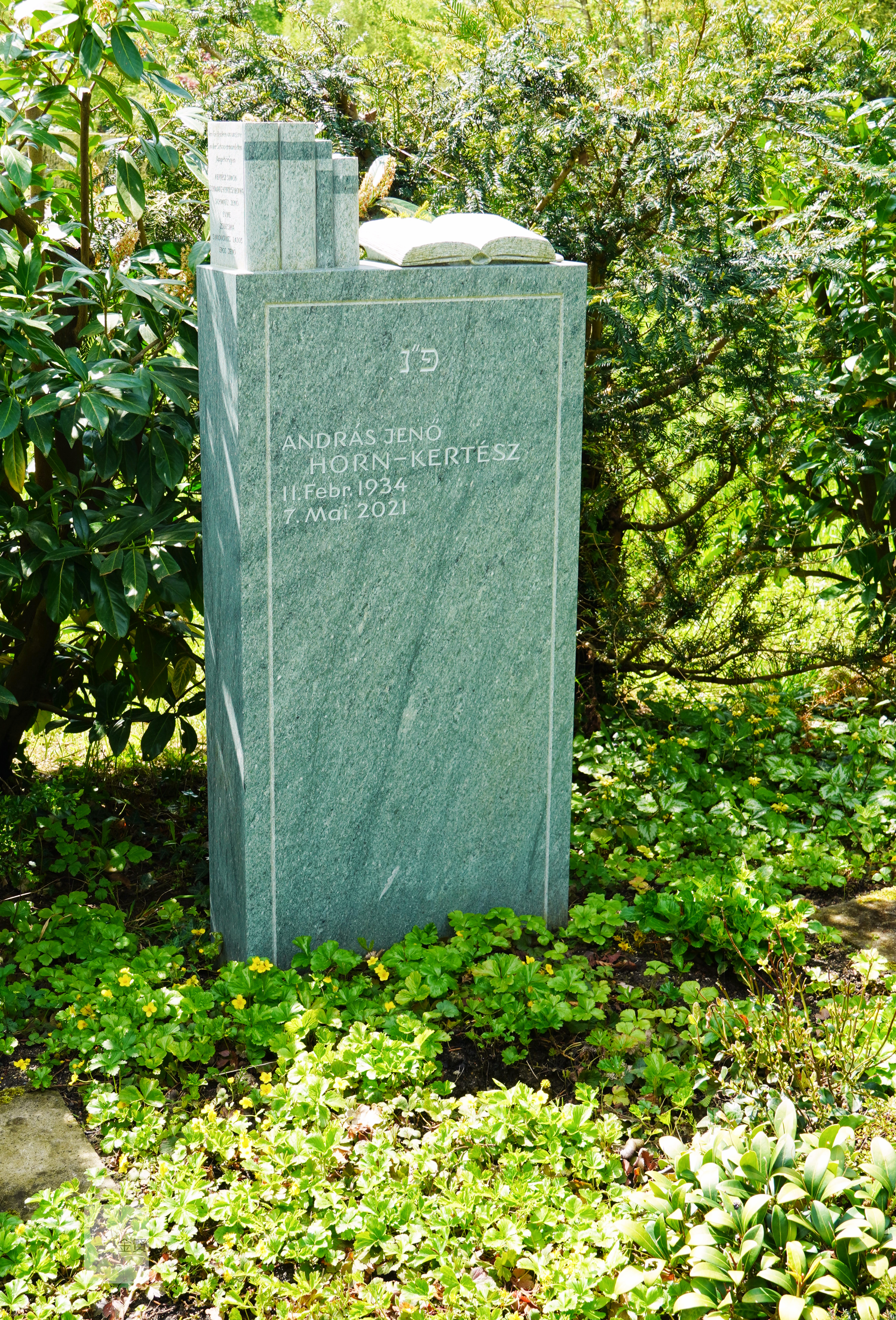
Grab von Andras Horn auf dem Friedhof am Hörnli in Riehen

Horn flüchtete 1957 nach dem Ungarischen Volksaufstand mit seiner späteren Frau über Österreich nach Basel. Er wurde 1960 an der Universität Basel promoviert. 1977 wurde er an der Universität Basel habilitiert und 1983 zum ausserordentlichen Professor für Literaturtheorie berufen. Er arbeitete in den 1990er-Jahren als Gymnasiallehrer am Mathematisch-Naturwissenschaftlichen Gymnasium (MNG). Er lehrte ausserdem vergleichende Literaturwissenschaft, ungarische Sprache und ungarische (Kultur-)Geschichte. 2005 wurde er emeritiert.
1991 erhielt Horn den Wissenschaftspreis der Stadt Basel.
Horn war mit der Bibliothekarin und Märchenforscherin Katalin Horn verheiratet, hatte Kinder und wohnte in Basel.

## Schriften (Auswahl)
- Byron’s «Don Juan» and the Eighteenth-century English novel (= Schweizer anglistische Arbeiten. Bd. 51). Francke, Tübingen 1962 (Dissertation, Universität Basel, 1960).
- Kunst und Freiheit. Eine kritische Interpretation der Hegelschen Ästhetik. Nijhoff, Den Haag 1969.
- Geschichte der anthropologischen Fragestellung in der englischen Ästhetik von Bacon bis Alison (= Arbeiten zur Ästhetik, Didaktik, Literatur- und Sprachwissenschaft. Bd. 3). Lang, Bern 1976.
- Literarische Modalität. Das Erleben von Wirklichkeit, Möglichkeit und Notwendigkeit in der Literatur (= Beiträge zur neueren Literaturgeschichte. Dritte Folge, Bd. 55). Winter, Heidelberg 1981.
- Das Literarische. Formalistische Versuche zu seiner Bestimmung. De Gruyter, Berlin 1978 (Habilitationsschrift, Universität Basel, 1977).
- Das Komische im Spiegel der Literatur. Versuch einer systematischen Einführung. Königshausen & Neumann, Würzburg 1988.
- Grundlagen der Literaturästhetik. Königshausen & Neumann, Würzburg 1993.
- Mythisches Denken und Literatur. Königshausen & Neumann, Würzburg 1995.
- Theorie der literarischen Gattungen. Ein Handbuch für Studierende der Literaturwissenschaft. Königshausen & Neumann, Würzburg 1998.
- Das Schöpferische in der Literatur. Theorien der dichterischen Phantasie. Königshausen & Neumann, Würzburg 2000.